# São Sebastião do Umbuzeiro
São Sebastião  do Umbuzeiro este un oraș în Paraíba (PB), Brazilia.